# Groothertog
Groothertog, vrouwelijk groothertogin, (Latijn magnus dux; Duits Großherzog; Frans grand-duc; Engels grand duke) is een vorstelijke titel die lager is dan die van koning, maar hoger dan die van (soeverein) hertog of prins. De term is vermoedelijk ontstaan in Duitsland, alwaar men ermee naar de heersers ("grootvorsten") van middeleeuwse Russische staten verwees.

## Inleiding
Reeds tijdens de Paleologische Dynastie van het Byzantijnse Rijk (1259-1453) waren er enige groothertogen (Megadoukas).

## Titel in West-Europa
De titel werd voor het eerst officieel verleend in 1569 toen hertog Cosimo I van Florence door paus Pius V tot groothertog werd verheven. Later, toen de titel was overgegaan op Toscane verbond men hiermee het predicaat Koninklijke Hoogheid. Aan het groothertogdom Toscane kwam in 1860 een einde toen het koninkrijk Piëmont-Sardinië het annexeerde.

## Groothertogdommen

### Napoleontisch

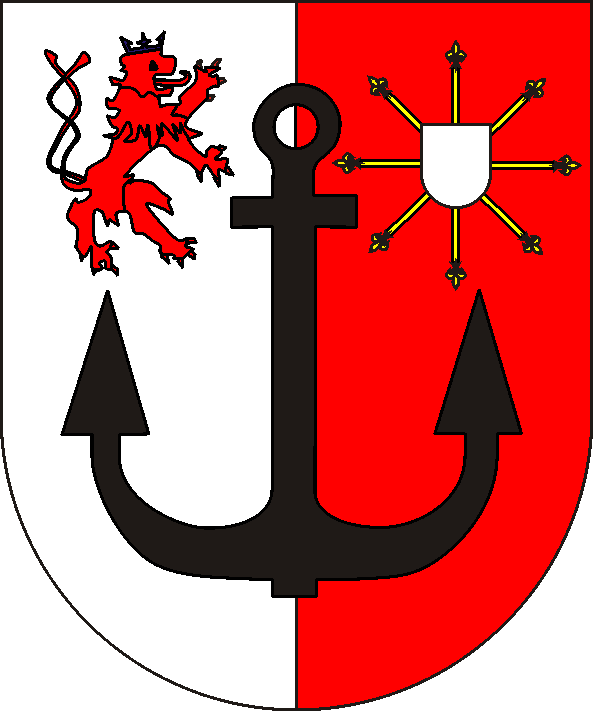
Wapen van het groothertogdom Berg

Na het sluiten van de Rijnbondakte van 12 juli 1806 trad een aantal Duitse vorsten uit het Heilige Roomse Rijk, waarna dat Rijk op 12 augustus ten einde kwam. In artikel 5 van de Rijnbondakte werden tot groothertogdom verheven:
- keurvorstendom Baden (1806-1918)
- hertogdom Kleef-Berg als groothertogdom Berg (1806-1813) en
- landgraafschap Hessen-Darmstadt (1806-1918)

In artikel 6 werd een bondsdag ingesteld, bestaande uit een college van koningen en een college van vorsten. Tot het college van de koningen behoorden ook de groothertogen. In de praktijk heeft deze bondsdag nooit bestaan.
Bij de uitbreiding van de Rijnbond met het keurvorstendom Würzburg werd ook deze staat verheven tot groothertogdom (tot 1814). Het laatste groothertogdom binnen de Rijnbond ontstond in 1810 toen de staat van de vorst-primaat in het groothertogdom Frankfurt werd omgezet.
Een afzonderlijk geval is het buiten de Rijnbond gelegen zogenaamde groothertogdom Warschau (1809-1813), dat eigenlijk een hertogdom was. Het werd door Napoleon gecreëerd in personele unie met het koninkrijk Saksen.

### Ingesteld door het congres van Wenen (1815)

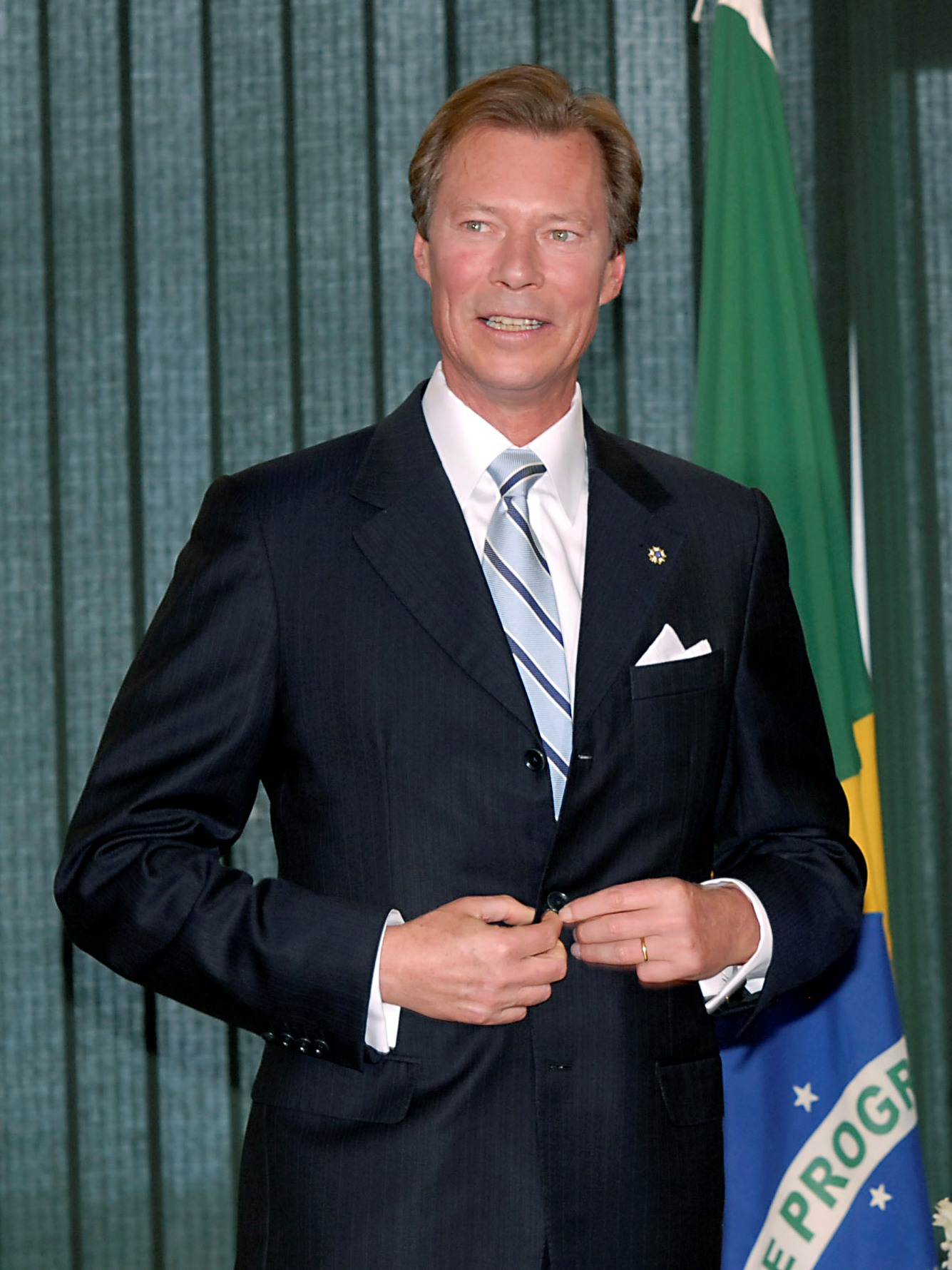
Hendrik van Luxemburg, de enige groothertog in functie ter wereld

Het Congres van Wenen van 1815 verleende de volgende vier hertogen de titel groothertog:
- groothertogdom Mecklenburg-Schwerin (1815-1918)
- groothertogdom Mecklenburg-Strelitz (1815-1918)
- groothertogdom Saksen-Weimar-Eisenach (1815-1918)
- groothertogdom Oldenburg (1829-1918)

Daarnaast verleende het Congres nog een aantal vorsten de titel groothertog:
- de koning van Nederland als groothertog van Luxemburg (1815-1890)
- de keurvorst van Hessen-Kassel als groothertog van Fulda (1815-1866)
- de koning van Pruisen als groothertog van Posen (Pools: Poznan) en groothertog van Beneden-Rijn (1815-1918)

Luxemburg was lid van de Duitse Bond, maar was tot 1839 tevens staatkundig een onderdeel van het Koninkrijk der Nederlanden en werd als een gewone Nederlandse provincie bestuurd.
De titel Fulda (een provincie binnen Hessen-Kassel) was het gevolg van een prestigestrijd. De keurvorst van Hessen-Kassel weigerde de groothertogelijke titel omdat hij koning van Hessen wilde worden. Uit rancune bleef hij zich toen keurvorst noemen.
Posen had aanvankelijk een aparte status binnen de Pruisische monarchie. Het behoorde niet tot de Duitse Bond en het merendeel van de inwoners bestond uit Polen. Neder-Rijn was een gewone provincie, maar omdat Berg erin was opgegaan werd de titel groothertogdom gevoerd.

### Later
In de 21e eeuw resteert er één land in de wereld dat door een groothertog wordt geregeerd, namelijk het groothertogdom Luxemburg. Een regerend groothertog heeft het predicaat Koninklijke Hoogheid. Het predicaat van de andere leden van een groothertogelijke familie verschilt.
Het land was tot 1890 door een personele unie met Nederland verbonden. Het overlijden van koning Willem III maakte daar een einde aan.

## Titel in Oost-Europa
Vaak worden Oost-Europese titels vertaald met groothertog. Grootvorst is echter een correctere term. De Jagiello's heersten onder de titel van grootvorst over Litouwen en in 1582 riep koning Johan III van Zweden zichzelf uit tot groothertog van Finland. Daar Finland al tot het Zweedse rijk behoorde had dit echter geen feitelijke consequenties.
In Rusland voerden de broers, zusters, kinderen en kleinkinderen van een regerende tsaar de titel grootvorst van Rusland. Achterkleinkinderen, etc. voerden de titel prins van Rusland. Van 1809 tot 1917 was Finland als groothertogdom/grootvorstendom in personele unie met Rusland.